# 神医安道全
《神医安道全》（英語：The Great Doctor An Daoquan），又名《大宋铜人》，是一部背景设在北宋末年的电视连续剧，講述水浒英雄安道全的传奇一生。2013年11月开机，2014年1月杀青，2014年8月26日福建电视剧频道首播。

## 劇情
该剧讲述了北宋时期，杏林义士和宋金两族中的志士仁人为保护针灸铜人免受兵齑，纷纷挺身而出，历尽危难，终于成功将针灸铜人安全转移，使其造福天下百姓的传奇故事。

## 演员
| 演员   | 角色     | 介紹             |
| 余少群 | 安道全   |                  |
| 梁晶晶 | 晋我     | 大宋公主         |
| 张晓晨 | 朵恩     | 金朝使者         |
| 吴恙   | 乐思尔   | 名妓，乐和养女   |
| 许绍雄 | 吕重俊   | 太医令           |
| 郑则仕 | 蔡京     | 宰相             |
| 汤镇宗 | 宋徽宗   |                  |
| 李永林 | 李纲     | 大宋名将         |
| 张家川 | 成东桥   | 杀手，喜歡乐思尔 |
| 刘妍希 | 李师师   | 名妓             |
| 李恰   | 脱脱     | 金国皇帝义女     |
| 陈晓雪 | 慕容君兰 | 黑木寨主之女     |
| 施丹江 | 乐和     | 宫廷乐师         |
| 王昊   | 斡離不   | 金国太子         |
| 张明磊 | 宋钦宗   |                  |
| 张承阳 | 刘总管   |                  |